# Assersönernas ätt
Assersönernas ätt är en svensk medeltida frälseätt som hade sin sätesgård i Hyvikkälä i Janakkala i Tavastland. Den är känd från mitten av 1300-talet till en tid in på 1500-talet. Ättens vapen är en stjärna omsluten av en växande halvmåne. Ätten kan följas i fem generationer men många relationer inom släkten kan ses endast som sannolika.
Den förste medlemmen av ätten i Finland bar namnet Asser Torstensson och hans namn pekar på svenskt ursprung. Asser och hans hustru Karin befann sig 1407 i Hauho. Karin var dotter till Anders (Munck) som lyfte lön från Tavastehus slott.
Asser Torstenssons barn: 
1. Brita Asserdotter som var gift med Jöns Trankær fick 1407 av sina föräldrar Porsoo hemman i Hauho. Jöns fick 1435 frälse för Lehtis gård.[2][3]
2. Anders Assersson var en i den grupp om 49 finska frälsemän som 1439 begärde gottgörelse åt Donhoff Calle och hans hustru Martha för den smädliga behandling de hade utsatts för i Reval. Han var 1454 faste i Hauho.[4][5]
3. Olof Assersson nämns i tre brev i rang efter Anders varför man kan anta att han var den yngre av de två. Första gången nämns han i brevet om Donhoff Calle 1439. Därefter nämns han i Nakkila, Lembois och sista gången i Pälkäne 1462.[4][6][5][7]
4. Vidke Assersson (även Vidick) var förmodligen den yngste men också den främste av bröderna och bar ett ovanligt förnamn med tysk klang. Han nämns från 1435 till 1470 i Janakkala, Vånå, Kalvola och Sääksmäki. Hans sigill är bevarat.[8][4][9][10]

Olof Asserssons barn:
1. Christin Olofsdotter är känd 1455 som nunna i Nådendals kloster. [11]
2. Arvid Olofsson var väpnare och möjligen häradshövding i något tavastländskt härad, Hattula eller Hollola. Han nämns under åren 1483 till 1495 i Åbo, Nådendal och Pälkäne. Det sistnämnda året var han medlem i slottsbesättningen på Viborgs slott. Han hade ett liknande sigill som farbrodern Vidke, en sexuddig stjärna omgiven av en växande halvmåne.[12][13]

Arvid Olofssons barn:
1. Arvid Arvidsson till Hyvikkälä avstod 1508 från en broderdel i Hyvikkälä till sin måg, häradshövdingen i Hollola, Gudmund Larsson. Gudmunds hustru Malin var syster eller dotter till Arvid Arvidsson.[14]
2. Anna Arvidsdotter var senast 1508 gift med Jeppe Andersson eller Hindersson. Jeppe köpte då Kokkalanäs i Lammi av sin hustrus syster Valborg Arvidsdotter. År 1514 köpte Jeppe Andersson till Kokkala Kärsälä torp vid Vesunda gård i Hattula av Arvid Arvidsson. År 1520 meddelade makarna Jakob och Anna att de sålde till boendena i Luopiois sin jord och utmark. År 1529 nämns hustru Anna i Kokkala sista gången. Jakobs och Annas son Henrik Jakobsson förde Assersönernas vapen stjärnan och halvmånen.[15][16]
3. År 1508 i Åbo sålde hustru Valborg Arvidsdotter Kokkalanäs i Lampis till sin svåger Jeppe Andersson.[15]
4. En dotter till Arvid Olofsson var gift med häradshövdingen i Hollola härad Christiern Pedersson. De hade en dotter Dorotea, som var gift med Per Svenske. Hon sålde 1542 Vesunda till Gustav Vasa.[17]

Vidke Assersons barn:
1. Torkel Videkesson var 1479 medlem i nämnden vid en häradsdom i Hauho. Domslutet gällde hövitsmannen på Tavastehus slott Knut Posse som frikändes från ett dråp. Tre år senare var han sigillvittne för ett gåvobrev som utställdes av Knut Posse. Därefter nämns han inte.[18]